# Adina Tidlund
Hildegard Adina Victoria Tidlund, född 4 oktober 1889 i Tärna, Västmanlands län, död 21 maj 1982 i Stockholm, var en svensk målare.
Hon var dotter till lantbrukaren Karl Tidlund och Bernhardina Lundqvist. Tidlund studerade vid Althins målarskola 1910–1912 och vid Wilhelmsons målarskola 1913–1916 samt för André Lhote 1921. Tillsammans med Lilly Rydström-Wickelberg ställde hon ut på Konstnärshuset 1919 och hon medverkade i Salon des Indépendants i Paris 1921 och i utställningar arrangerade av Tullinge konstnärsgille. För Ebeneserkyrkan i Stockholm utförde hon några porträtt av tidigare pastorer. Hennes konst består huvudsakligen av porträtt och landskapsskildringar samt några religiösa kompositioner utförda i olja. Tidlund finns representerad vid bland annat Moderna museet i Stockholm.